# Ayr
Ayr (ve skotské gaelštině Inbhir Àir) je přístavní město ležící v jihozápadním Skotsku. Ayr byl královské město od roku 1205 do 1975, dříve centrem bývalého hrabství Ayrshire a nyní Jižního Ayrshiru. Ve městě žije podle sčítání lidu v roce 2001 46 431 obyvatel. Město je známé díky Robertu Burnsovi, skotskému spisovateli a básníkovi. Narodil se v něm profesionální WWE wrestler Drew McIntyre. 